# Kluski żelazne (województwo łódzkie)
Kluski żelazne – rodzaj klusek formowanych w wałeczki, przygotowanych z tartych surowych i ugotowanych ziemniaków, mąki i jaj, występujący w województwie łódzkim. Produkt został wpisany 12 lutego 2016 na Listę produktów tradycyjnych MRiRW.

## Przygotowanie i podanie
Obrane ziemniaki dzieli się je na dwie części. Jedna część zostaje starta na tarce o małych oczkach w celu wyciśnięcia z niej soku przez ściereczkę. Następnie sok zostaje wylewany, a skrobia pozostawiona. Skrobię dodaje się do startych ziemniaków, a drugą ich część się gotuje. Ziemniaki wyrabia się z mąką, jajkiem kurzym i doprawia solą. Z tak przygotowanego ciasta formuje się w podłużne, obłe wałeczki o długości około 6 cm i wrzuca się je do gotującej wody. Po wypłynięciu na wierzch są gotowe do spożycia. 
Tradycyjnie podaje się je jako samodzielne danie ze skwarkami ze słoniny przesmażonej z cebulą

## Inne znaczenia (kluski kładzione)
„Kluski żelazne” (lub „kluski szare”) to także nazwa łódzkich klusek kładzionych, przygotowanych z tartych surowych ziemniaków, mąki i (opcjonalnie) jaj. Zwykle podaje się ja jako dodatek obiadowy do mięs, zwłaszcza do duszonych żeberek. Jako samodzielne danie serwuje się je ze skwarkami lub podsmażoną cebulą. Nazwa klusek żelaznych pochodzi od charakterystycznego, jasnoszarego koloru, przypominającego stal. 
Porównaj z: szare kluski (kuchnia wielkoposlka).